# Leptodesmus paulistoides
Leptodesmus paulistoides är en mångfotingart som beskrevs av Christoph D. Schubart 1954. Leptodesmus paulistoides ingår i släktet Leptodesmus och familjen Chelodesmidae. Inga underarter finns listade i Catalogue of Life.